# Prystromy
Prystromy (ukr. Пристроми) – wieś na Ukrainie, w obwodzie kijowskim, w rejonie boryspolskim, w hromadzie Jahotyn. W 2001 liczyła 1880 mieszkańców, wśród których 1805 wskazało jako ojczysty język ukraiński, 64 rosyjski, 2 mołdawski, 2 bułgarski, 1 białoruski, 3 ormiański, a 3 inny.